# Новониколаевка (Тарасовский район)
Новониколаевка — упразднённый хутор в Тарасовском районе Ростовской области. На момент упразднения входит в состав Колушкинского сельского поселения. В 1999 году исключен из учётных данных.

## География
Располагался на востоке района, на левом берегу реки Калитва, на расстоянии приблизительно в 2 км (по прямой) к северо-западу от хутора Сергеевка.

## История
По данным на 1926 год хутор состоял из 56 хозяйств. В административном отношении входил в состав Ефремово-Степановского сельсовета Криворожского района Шахтинско-Донецкого округа Северо-Кавказского края.

## Население
По данным переписи 1926 года на хуторе проживал 310 человек (137 мужчин и 173 женщины), из которых украинцы составляли 96 % населения.